# 瓜亞瓦爾 (阿蘇阿省)
18°44′58″N 70°50′15″W / 18.74944°N 70.83750°W
瓜亞瓦爾（西班牙語：Guayabal），是多明尼加共和國的城鎮，位於該國南部，由阿蘇阿省負責管轄，面積262.87平方公里，海拔高度725米，2012年人口3,965，人口密度每平方公里15人。